# Xenotoca variata
Xenotoca variata és una espècie de peix de la família dels goodèids i de l'ordre dels ciprinodontiformes.És un peix d'aigua dolça, de clima tropical (20 °C-27 °C) i demersal. Es troba als altiplans centrals de Mèxic. Els mascles poden assolir 6 cm de longitud total i les femelles 7. És inofensiu per als humans.